# Chris Boucher (basket-ball)
Pour les articles homonymes, voir Chris Boucher et Boucher.
Chris Boucher, né le 11 janvier 1993 à Castries à Sainte-Lucie, est un joueur professionnel canado-lucien de basket-ball évoluant au poste d'ailier fort.

## Biographie

### Enfance
Boucher, un intérieur de 2,08m, pesant 91kg, est né à Castries, à Sainte-Lucie. Il a déménagé à Montréal avec sa mère, Mary MacVane, à l'âge de cinq ans, pour voir son père canadien Jean-Guy Boucher,. Cependant, ses parents se séparèrent quand il est jeune et Boucher a une mauvaise relation avec son père, qui le juge sans valeur. Il grandit en jouant au soccer et au hockey sur glace, mais vit dans la pauvreté dans le quartier de Montréal-Nord. Il quitte l'école secondaire à l'âge de 16 ans et travaille comme cuisinier et plongeur dans un restaurant Saint-Hubert. En 2012, il se voit offrir une place dans une équipe de basketball pour un tournoi et marque 44 points lors de la finale. Igor Rwigema et Ibrahim Appiah, les entraîneurs de l’Académie Alma, lui proposent une place au sein de leur académie. Dans un match contre la Blair Academy du New Jersey, Boucher attire l'intérêt des entraîneurs de division 1 alors qu'il marque 29 points et obtient 12 rebonds.[réf. nécessaire]

### Carrière universitaire
Il joue une saison au New Mexico Junior College, avec une moyenne de 11,8 points et 6,7 rebonds par match. Ensuite, il se rend au Northwest College à Powell, dans le Wyoming, où il est nommé joueur de l'année NJCAA, menant l'équipe à une fiche de 31-5. Il obtient une moyenne de 22,5 points par match sur 62,7% des tirs intérieurs et 44,4% sur trois points, 11,8 rebonds et la troisième moyenne de blocs par match des collèges juniors (4,7). Après une visite du campus, Boucher est transféré en Oregon, qu'il choisit parmi TCU, le Minnesota et le Texas Tech.
Au début de sa première année à l'université de l'Oregon, il inquiète l'entraîneur des Ducks, Dana Altman, en raison de son physique maigre, mais il compense avec son énergie. Lors de son deuxième match dans l'uniforme des Ducks le 16 novembre 2015, Boucher est en compétition contre le Rico Gathers de Baylor, et marque 15 points et recueille huit rebonds. Il établit un record de blocs en une saison pour l'Oregon avec 110. Boucher enregistre 14 points, 10 rebonds et deux vols dans la défaite de 80-68 des Ducks contre Oklahoma dans le tournoi Elite 8 du tournoi de la NCAA. Après la saison 2015-16, il se voit accorder une dispense de contrainte pour pouvoir jouer une saison supplémentaire et terminer ses études en sociologie. Il a en moyenne 12,0 points et 6,8 rebonds au cours de sa carrière de deux ans chez les Ducks. En tant que senior, il est nommé au sein de l’équipe défensive Pac-12 après avoir mené la conférence par blocs de 2,6 par match. Boucher marque 23 points et 19 rebonds, son sommet en carrière, contre Montana en décembre 2016. En demi-finale du tournoi Pac-12 contre la Californie le 11 mars 2017, un joueur adverse tombe sur sa jambe avec maladresse, mais il continue de jouer et termine le match avec 10 points et quatre rebonds. Le lendemain, une IRM révèle un ligament croisé antérieur déchiré et il est mis à l'écart pour le reste de la saison.

### Carrière professionnelle

#### Warriors de Golden State (2017–2018)
Avant le repêchage de la NBA en 2017, Boucher est incapable de s'entraîner avec les équipes en raison de sa blessure. Il n'est pas repêché, mais les Golden State Warriors lui signe un contrat à deux volets, la même équipe ayant acheté un choix parmi les Bulls de Chicago pour choisir son coéquipier dans l'Oregon, Jordan Bell. Boucher devient l'un des premiers joueurs à adhérer à la nouvelle politique en matière de contrat à deux volet de la NBA, entrée en vigueur cette saison, bien que son contrat ne soit officiellement signé que le 14 juillet 2017. Le 2 novembre 2017, Boucher est appelé à la NBA G-League par les Warriors de Santa Cruz après son retour de la blessure à l'ACL et ses débuts lors de sa première semaine sous contrat. Le 14 mars 2018, Boucher joue son premier match en NBA avec les Golden State Warriors en enregistrant 1 rebond et 1 tentative à 3 points. Boucher fait partie de l’équipe du championnat après avoir balayé les Cavaliers de Cleveland à quatre reprises lors de la finale 2018 de la NBA. Le 22 juin 2018, les Golden State Warriors ont renoncé à Boucher.

#### Raptors de Toronto (2018-2025)
Le 20 juillet 2018, Boucher a signé avec les Raptors de Toronto à titre de joueur autonome. Le 12 octobre 2018, les Raptors ont converti le contrat de Boucher en un contrat à deux volets de la NBA. Obtenant lentement plus de minutes à cause de blessures liées à l’alignement des Raptors, Boucher devient un élément précieux de la rotation du banc des Raptors. Ses statistiques par 36 minutes sont remarquables, car Boucher a une moyenne de 25,2 points sur un pourcentage de .467 de 3 points.
Le 10 février 2019, son contrat two-way est converti en un contrat de plusieurs années.
En novembre 2020, il re-signe avec les Raptors pour 13,5 millions de dollars sur deux ans.

##### Raptors 905 (2018-2019)
Le 1er avril 2019, Chris Boucher est élu Most Valuable Player (MVP) de (G-League) de la saison et Défensive Player Of the Year (DPOY) de (G-League) de la saison. Il est le premier joueur de G-League à avoir remporté les deux trophées la même saison. Il est aussi le premier joueur non-américain à remporter le trophée de MVP.

#### Celtics de Boston (depuis 2025)
Début août 2025, il s'engage pour une saison et 3,3 millions de dollars avec les Celtics de Boston.

## Palmarès

### En club
- Champion de Conférence Ouest en 2018 avec les Warriors de Golden State.
- Champion NBA en 2018 avec les Warriors de Golden State.
- Champion de Conférence Est en 2019 avec les Raptors de Toronto.
- Champion NBA en 2019 avec les Raptors de Toronto.

### Distinctions individuelles
- MVP et défenseur de l'année de la NBA G League 2018-2019.

## Statistiques

### Universitaires
| Saison    | Équipe            | Matchs | Titul. | Min./m | % Tir | % 3pts | % LF | Rbds/m. | Pass/m. | Int/m. | Ctr/m. | Pts/m. |
| --------- | ----------------- | ------ | ------ | ------ | ----- | ------ | ---- | ------- | ------- | ------ | ------ | ------ |
| 2013-2014 | Northwest College | -      | -      | -      | -     | -      | -    | -       | -       | -      | -      | -      |
| 2014-2015 | Northwest College | -      | -      | -      | -     | -      | -    | -       | -       | -      | -      | -      |
| 2015-2016 | Oregon            | 38     | 35     | 25,8   | 53,7  | 33,9   | 68,5 | 7,37    | 0,39    | 0,79   | 2,89   | 12,03  |
| 2016-2017 | Oregon            | 31     | 12     | 23,5   | 52,4  | 35,0   | 56,5 | 6,06    | 0,42    | 0,39   | 2,55   | 11,81  |
| Total     | Total             | 69     | 47     | 24,8   | 53,1  | 34,4   | 64,1 | 6,78    | 0,41    | 0,61   | 2,74   | 11,93  |

### Professionnelles

#### G-League
| Saison    | Équipe     | Matchs | Titul. | Min./m | % Tir | % 3pts | % LF | Rbds/m. | Pass/m. | Int/m. | Ctr/m. | Pts/m. |
| --------- | ---------- | ------ | ------ | ------ | ----- | ------ | ---- | ------- | ------- | ------ | ------ | ------ |
| 2015-2016 | Santa Cruz | 12     | 0      | 19,1   | 39,6  | 31,0   | 71,4 | 7,42    | 0,75    | 0,67   | 0,92   | 9,75   |
| 2016-2017 | Santa Cruz | 4      | 1      | 19,6   | 56,1  | 0,0    | 41,7 | 11,25   | 0,50    | 1,00   | 1,00   | 12,75  |
| Total     | Total      | 16     | 1      | 19,3   | 44,1  | 28,1   | 62,5 | 8,38    | 0,69    | 0,75   | 0,94   | 10,50  |

#### Saison régulière NBA
| Saison    | Équipe       | Matchs | Titul. | Min./m | % Tir | % 3pts | % LF | Rbds/m. | Pass/m. | Int/m. | Ctr/m. | Pts/m. |
| --------- | ------------ | ------ | ------ | ------ | ----- | ------ | ---- | ------- | ------- | ------ | ------ | ------ |
| 2017-2018 | Golden State | 1      | 0      | 1,3    | 0,0   | 0,0    | 0,0  | 1,00    | 0,00    | 0,00   | 0,00   | 0,00   |
| 2018-2019 | Toronto      | 28     | 0      | 5,8    | 44,7  | 32,4   | 86,7 | 2,00    | 0,07    | 0,21   | 0,86   | 3,32   |
| 2019-2020 | Toronto      | 62     | 0      | 13,2   | 47,2  | 32,2   | 78,4 | 4,47    | 0,42    | 0,35   | 0,98   | 6,63   |
| 2020-2021 | Toronto      | 60     | 14     | 24,2   | 51,4  | 38,3   | 78,8 | 6,70    | 1,10    | 0,60   | 1,90   | 13,60  |
| 2021-2022 | Toronto      | 80     | 9      | 21,1   | 46,4  | 29,7   | 77,7 | 6,20    | 0,30    | 0,60   | 0,90   | 9,40   |
| Total     | Total        | 231    | 23     | 17,9   | 48,3  | 33,5   | 78,5 | 5,30    | 0,50    | 0,50   | 1,20   | 9,00   |

Mise à jour le 18 octobre 2022

#### Playoffs NBA
| Saison | Équipe  | Matchs | Titul. | Min./m | % Tir | % 3pts | % LF | Rbds/m. | Pass/m. | Int/m. | Ctr/m. | Pts/m. |
| ------ | ------- | ------ | ------ | ------ | ----- | ------ | ---- | ------- | ------- | ------ | ------ | ------ |
| 2019   | Toronto | 2      | 0      | 2,0    | 40,0  | 33,3   | 0,0  | 0,50    | 0,00    | 0,00   | 0,50   | 2,50   |
| 2020   | Toronto | 7      | 0      | 6,1    | 27,3  | 40,0   | 0,0  | 1,71    | 0,14    | 0,00   | 0,29   | 1,14   |
| 2022   | Toronto | 6      | 0      | 21,7   | 61,9  | 40,0   | 90,0 | 5,80    | 0,20    | 0,20   | 1,20   | 11,20  |
| Total  | Total   | 15     | 0      | 11,8   | 53,4  | 39,1   | 75,0 | 3,20    | 0,10    | 0,10   | 0,70   | 5,30   |

Mise à jour le 18 octobre 2022

## Records sur une rencontre en NBA
Les records personnels de Chris Boucher en NBA sont les suivants, :
| Type de statistique        | Saison régulière | Saison régulière         | Saison régulière | Playoffs | Playoffs                | Playoffs      |
| Type de statistique        | Record           | Adversaire               | Date             | Record   | Adversaire              | Date          |
| -------------------------- | ---------------- | ------------------------ | ---------------- | -------- | ----------------------- | ------------- |
| Points                     | 38               | Bulls de Chicago         | 8 avril 2021     | 25       | 76ers de Philadelphie   | 28 avril 2022 |
| Paniers marqués            | 14               | Bulls de Chicago         | 8 avril 2021     | 8        | @ 76ers de Philadelphie | 18 avril 2022 |
| Paniers tentés             | 24               | Bulls de Chicago         | 8 avril 2021     | 13       | 2 fois                  | 2 fois        |
| Paniers à 3 points réussis | 6                | Thunder d'Oklahoma City  | 18 avril 2021    | 2        | 76ers de Philadelphie   | 28 avril 2022 |
| Paniers à 3 points tentés  | 10               | @ Cavaliers de Cleveland | 26 décembre 2021 | 6        | 76ers de Philadelphie   | 28 avril 2022 |
| Lancers francs réussis     | 9                | 3 fois                   | 3 fois           | 9        | 76ers de Philadelphie   | 28 avril 2022 |
| Lancers francs tentés      | 13               | @ Hawks d'Atlanta        | 6 février 2021   | 10       | 76ers de Philadelphie   | 28 avril 2022 |
| Rebonds offensifs          | 9                | 3 fois                   | 3 fois           | 6        | @ 76ers de Philadelphie | 18 avril 2022 |
| Rebonds défensifs          | 15               | 76ers de Philadelphie    | 28 décembre 2021 | 7        | 76ers de Philadelphie   | 28 avril 2022 |
| Rebonds totaux             | 19               | 2 fois                   | 2 fois           | 10       | 76ers de Philadelphie   | 28 avril 2022 |
| Passes décisives           | 4                | Knicks de New York       | 27 novembre 2019 | 1        | 2 fois                  | 2 fois        |
| Interceptions              | 4                | Warriors de Golden State | 2 avril 2021     | 1        | 76ers de Philadelphie   | 23 avril 2022 |
| Contres                    | 7                | @ Spurs de San Antonio   | 26 décembre 2020 | 2        | 4 fois                  | 4 fois        |
| Balles perdues             | 5                | 2 fois                   | 2 fois           | 1        | 3 fois                  | 3 fois        |
| Minutes jouées             | 39               | @ 76ers de Philadelphie  | 20 mars 2022     | 32       | 76ers de Philadelphie   | 28 avril 2022 |

- Double-double : 38 (dont 1 en playoffs)
- Triple-double : 0

Dernière mise à jour : 9 janvier 2025